# Pappimyces hastatus
Pappimyces hastatus är en svampart som beskrevs av B. Sutton & Hodges 1975. Pappimyces hastatus ingår i släktet Pappimyces, divisionen sporsäcksvampar och riket svampar.   Inga underarter finns listade i Catalogue of Life.